# تين أذيني
تين أذيني (الاسم العلمي:Ficus auriculata) هو نوع من النباتات يتبع جنس التين من الفصيلة التوتية.
هذه النبتة شجرة صغيرة يصل علوها إلى مابين 5 و 10 أمتار، كما يتم استهلاك فواكه هذه الشجيرة كطعام.

## صور

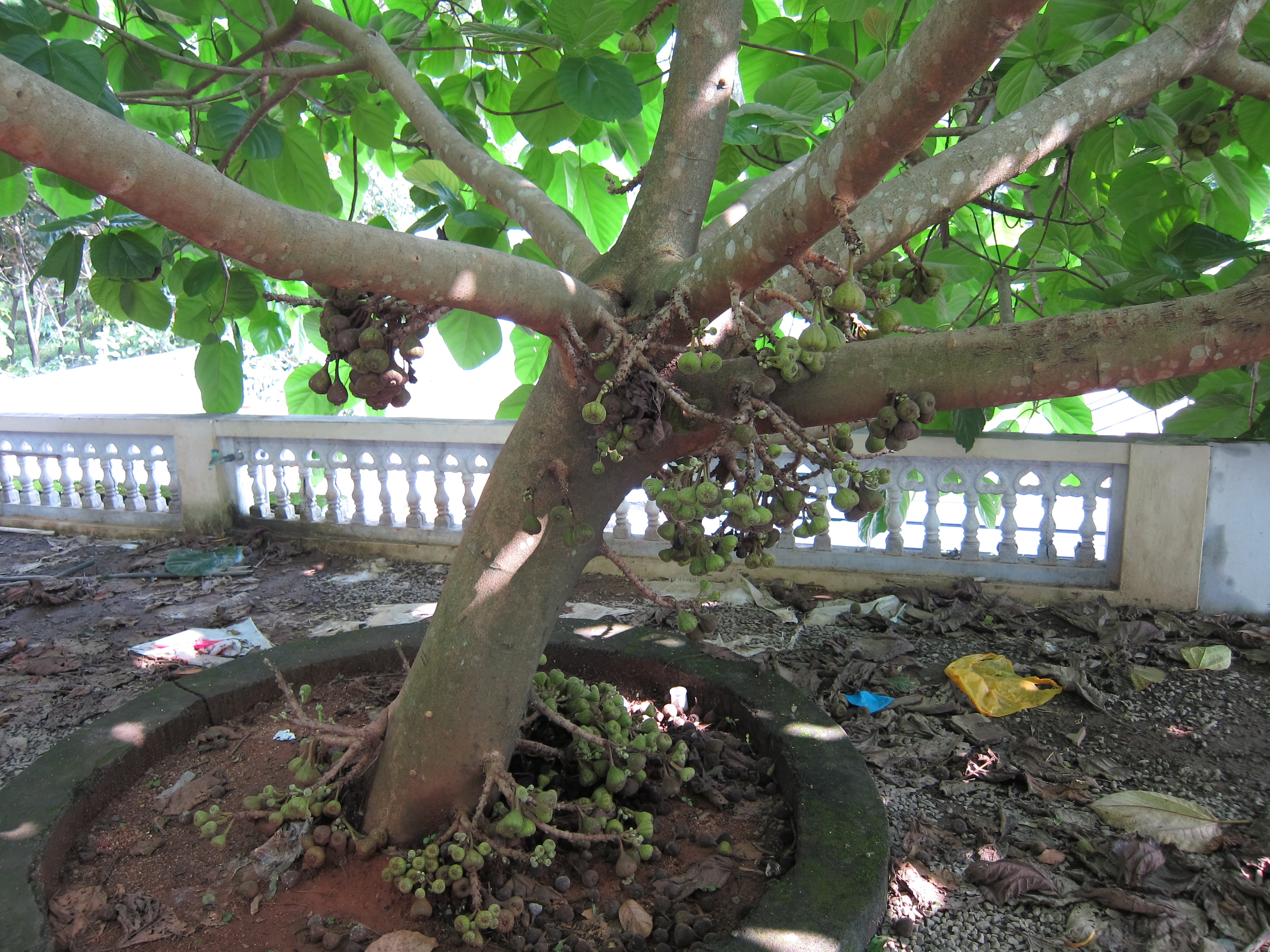
the fruit of the plant
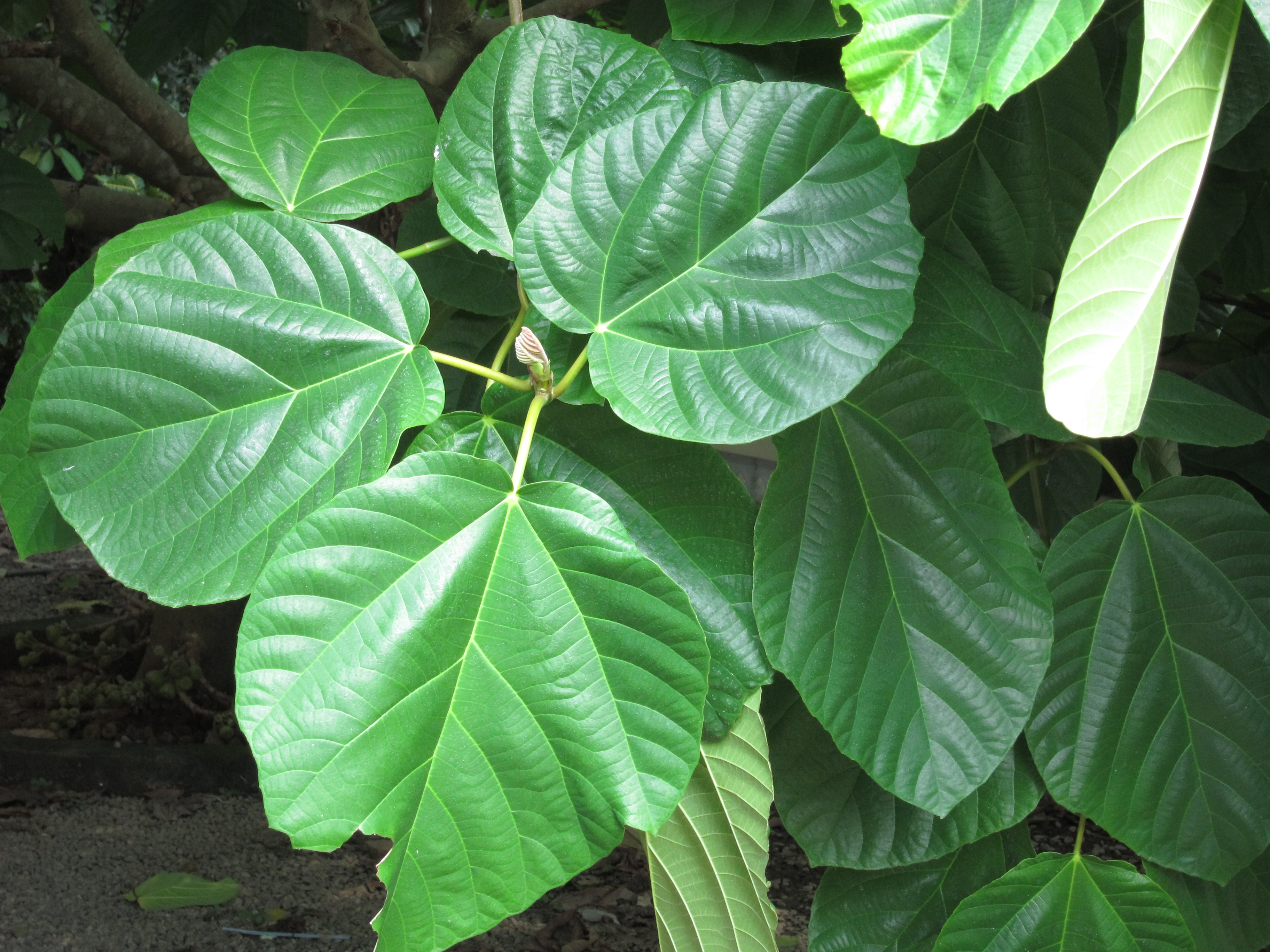
leaf of elephant ear fig
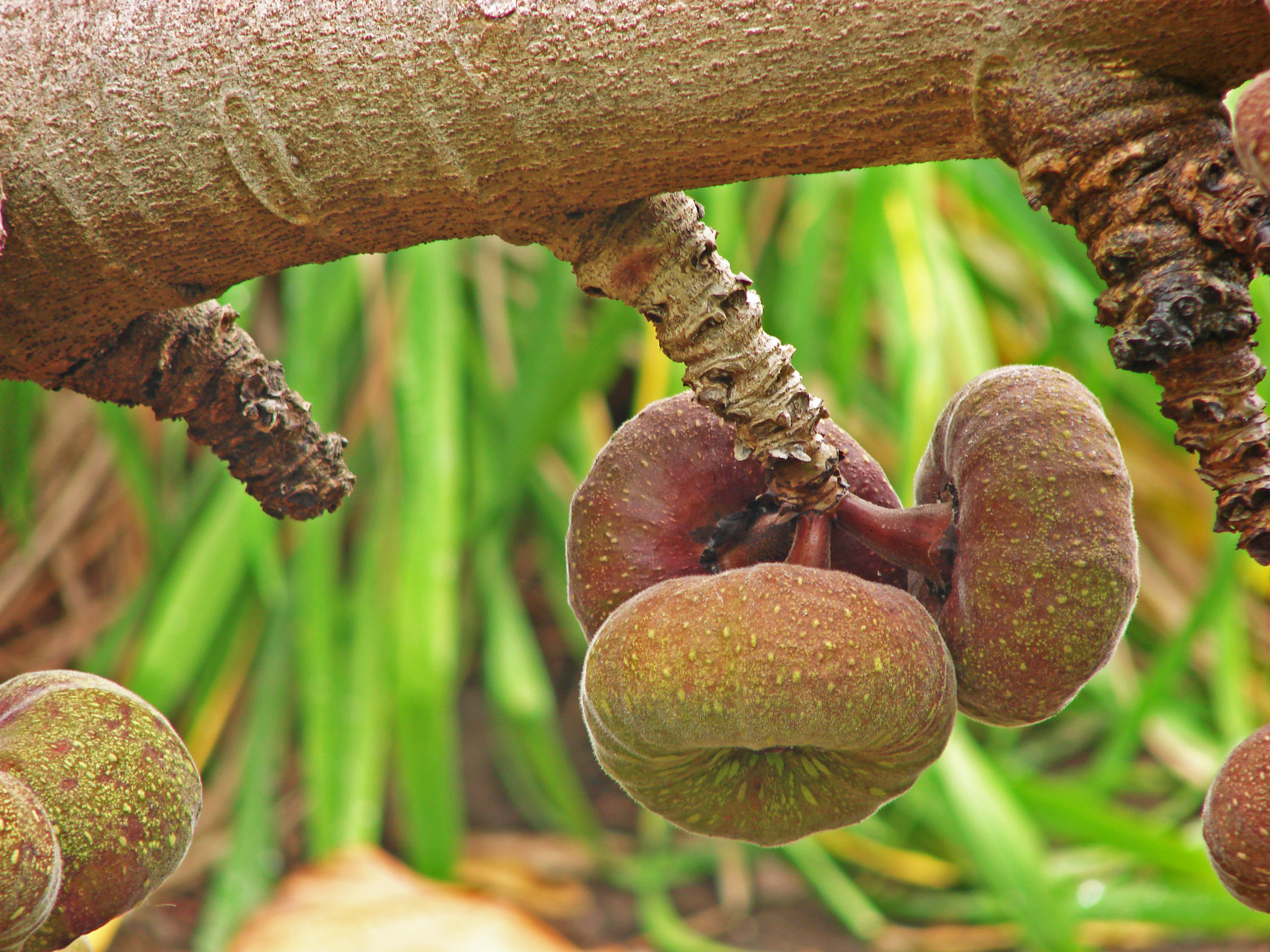
fruit